# Avenir démocrate
Avenir démocrate  (Kommande demokrat, AD) och Alliance Citoyenne pour la Démocratie en Europe (Medborgaralliansen för demokrati i Europa, ACDE) är två franska organisationer inom samma politiska rörelse och som lanserades 2007 av tre Europaparlamentariker som brutit sig ur Demokratiska rörelsen. Till skillnad från Demokratiska rörelsen stödjer Avenir démocrate Nicolas Sarkozy som Frankrikes president. Partiet var medlem i Europeiska liberala, demokratiska och reformistiska partiet (ELDR) men dess framtid är oklar sedan Europaparlamentsvalet 2009.